# Aeshnodea
Aeshnodea – takson ważek z podrzędu Epiprocta i infrarzędu różnoskrzydłych.
Takson ten wprowadzony został w 1996 roku przez Güntera Bechly’ego. W tym samym roku Hans Lohmann wprowadził analogiczny takson pod nazwą Aeshnata, jednak Bechly wykorzystał ją do innego taksonu, nazwanego później Aeshnomorpha.
Ważki te mają pozbawioną pośrodkowego wcięcia wargę dolną, a w przypadku samców także nabrzmiały poprzecznie zaustek. Jako autapomorfie w użyłkowaniu skrzydła wymienia się falowanie drugiej gałęzi żyłki radialnej tworzące charakterystyczne zakrzywienie poniżej pterostygmy, wtórny zanik falowania gałęzi 3/4 żyłki radialnej i żyłki medialnej przedniej oraz żyłkę pseudoanalną uwstecznioną do formy żyłki poprzecznej kubito-analnej o ukośnym przebiegu. Odwłok samców ma epiprokt na wierzchołku tylko lekko rozdwojony lub całkiem pozbawiony rozwidlenia.
Filogenetyczna systematyka Aeshnodea według pracy Bechly’ego z 2007 roku do rangi rodziny przedstawia się następująco:
- Allopetaliidae
- Euaeshnodea
  - Brachytronidae
  - Aeshnoidea
    - Telephlebiidae
    - Aeshnidae – żagnicowate